# Mala Klisa
Mala Klisa es una localidad de Croacia en el municipio de Đulovac, condado de Bjelovar-Bilogora.

## Geografía
Se encuentra a una altitud de 190 m s. n. m. a 156 km de la capital nacional, Zagreb.

## Demografía
En el censo 2011, el total de población de la localidad fue de 2 habitantes.
| Gráfica de población de Mala Klisa 1857-2011                        |
|                                                                     |
| Según los censos de población de la oficina estadística de Croacia. |